# Boško Gjurovski
Boško Gjurovski (n. 28 decembrie 1961, Tetovo, Macedonia de Nord) este un fost fotbalist macedonean.
În cariera sa, Gjurovski a evoluat la Steaua Roșie Belgrad și Servette FC. Gjurovski a debutat la echipa națională a Iugoslaviei în anul 1982.

## Statistici
| Iugoslavia | Iugoslavia | Iugoslavia |
| An         | Meciuri    | Goluri     |
| ---------- | ---------- | ---------- |
| 1982       | 1          | 0          |
| 1983       | 0          | 0          |
| 1984       | 1          | 0          |
| 1985       | 0          | 0          |
| 1986       | 0          | 0          |
| 1987       | 0          | 0          |
| 1988       | 0          | 0          |
| 1989       | 2          | 0          |
| Total      | 4          | 0          |
| Macedonia  |            |            |
| An         | Meciuri    | Goluri     |
| 1994       | 5          | 3          |
| 1995       | 2          | 0          |
| Total      | 7          | 3          |